# STS–109
Az STS–109 jelű küldetés az amerikai űrrepülőgép-program 108., a Columbia űrrepülőgép 27. repülése, a Columbia utolsó sikeres útja.

## Küldetés
Ez volt a Columbia első repülés egy hosszabb, két és fél éves nagyjavítást követően. A Hubble űrtávcső negyedik javítása.

## Jellemzői
A beépített kanadai Canadarm (RMS) manipulátor kart 50 méter kinyúlást biztosított (műholdak indítás/elfogása, külső munkák [kutatás, szerelések], hővédőpajzs külső ellenőrzése) a műszaki szolgálat teljesítéséhez.

#### Első nap
Eredetileg 2002. február 21-én kellett volna indulnia, de technikai és meteorológiai okok miatt csak március 1-jén a szilárd hajtóanyagú gyorsítórakéták, Solid Rocket Booster(SRB) segítségével Floridából, a Cape Canaveral (KSC) Kennedy Űrközpontból, a LC39–A (LC–Launch Complex) jelű indítóállványról emelkedett a magasba. Az orbitális pályája 90,3 perces, 28,5 fokos hajlásszögű, elliptikus pálya perigeuma 486 kilométer, az apogeuma 578 kilométer volt. Felszálló tömeg indításkor 116 989 kilogramm, leszálló tömeg 100 564 kilogramm. Szállított hasznos teher 8950 kilogramm.

## Hasznos teher
A repülésen felszerelt berendezések között van az Advanced Camera for Surveys (ACS) műszer, új napelemtáblák (SA3), új energiaelosztó egység és egy új hűtőberendezés a Near Infrared Camera and Multi-Object Spectrometer (NICMOS) műszer számára.
A szükséges emelkedés és manőverezés után a manipulátor karral visszanyerték, az űrrepülőgép rakterében rögzítették a Hubble űrtávcsövet. A sikeres javítások, felújítások után elvégezték a szükséges teszteket. A program végeztével a manipulátor karral a raktérből kiemelték az űrtávcsövet, majd elsodródva pályáján hagyták.

### Űrséták
Első űrsétán (EVA) a régi napelemek (SA2) helyére, új generációs napelemeket (SA3) szereltek. A második űrsétán folytatták a napelemek cseréjét. Közben új hardvert helyeztek el az űrtávcső rendszerében. Folytatták az energiaelosztó egység és a hűtőberendezés cseréjét. A harmadik EVA alatt kicseréljék a Power Control Unit-ot (PCU), az űrtávcső elektromos szívét. A negyedik EVA alatt kicserélték a Faint Object Camera (FOC), az Advanced Camera for Surveys (ACS) és az új elektronikus támogató modult (NICMOS). A kicserélt rendszer 10-szer érzékenyebb a réginél. Az ötödik űrséta alatt folytatták a programot, kicserélték a hűtőrendszert (Cryo Cooler). Az űrsétákkal beállították az űrrepülőgépeken elvégzett legtöbb űrsétát (számában, időtartamában).
| Űrséta    | Űrhajósok             | Űrséta kezdete         | Űrséta vége            | Időtartam     |
| --------- | --------------------- | ---------------------- | ---------------------- | ------------- |
| 1. űrséta | Grunsfeld és Linnehan | 2002. március 4. 06:37 | 2002. március 4. 13:38 | 7 óra 1 perc  |
| 2. űrséta | Newman és Massimino   | 2002. március 5. 06:40 | 2002. március 5. 13:56 | 7 óra 16 perc |
| 3. űrséta | Grunsfeld és Linnehan | 2002. március 6. 08:28 | 2002. március 6. 15:16 | 6 óra 48 perc |
| 4. űrséta | Newman és Massimino   | 2002. március 7. 09:00 | 2002. március 7. 16:30 | 7 óra 30 perc |
| 5. űrséta | Grunsfeld és Linnehan | 2002. március 8. 08:46 | 2002. március 8. 16:06 | 7 óra 20 perc |

#### Tizedik nap
2002. március 12-én a Kennedy Űrközponton (KSC), kiinduló bázisán szállt le. Összesen 10 napot, 22 órát, 11 percet és  másodpercet töltött a világűrben. 6 300 000 kilométert (3 900 000 mérföldet) repült, 165 alkalommal kerülte meg a Földet.

## Személyzet
(zárójelben a repülések száma az STS–109 küldetéssel együtt)
- Scott Douglas Altman (3), parancsnok
- Duane Gene Carey (1), pilóta
- John Mace Grunsfeld (4), rakományfelelős
- Nancy Currie (4), küldetésfelelős
- James Newman (4), küldetésfelelős
- Richard Linnehan (4), küldetésfelelős
- Michael James Massimino (1), küldetésfelelős

### Visszatérő személyzet
- Scott Douglas Altman (3), parancsnok
- Duane G. Car (1), pilóta
- John Mace Grunsfeld (4), rakományfelelős
- Nancy Currie (4), küldetésfelelős
- James Hansen Newman (4), küldetésfelelős
- Richard Linnehan (4), küldetésfelelős
- Michael J. Massimino (1), küldetésfelelős